# Undisputed WWE Championship

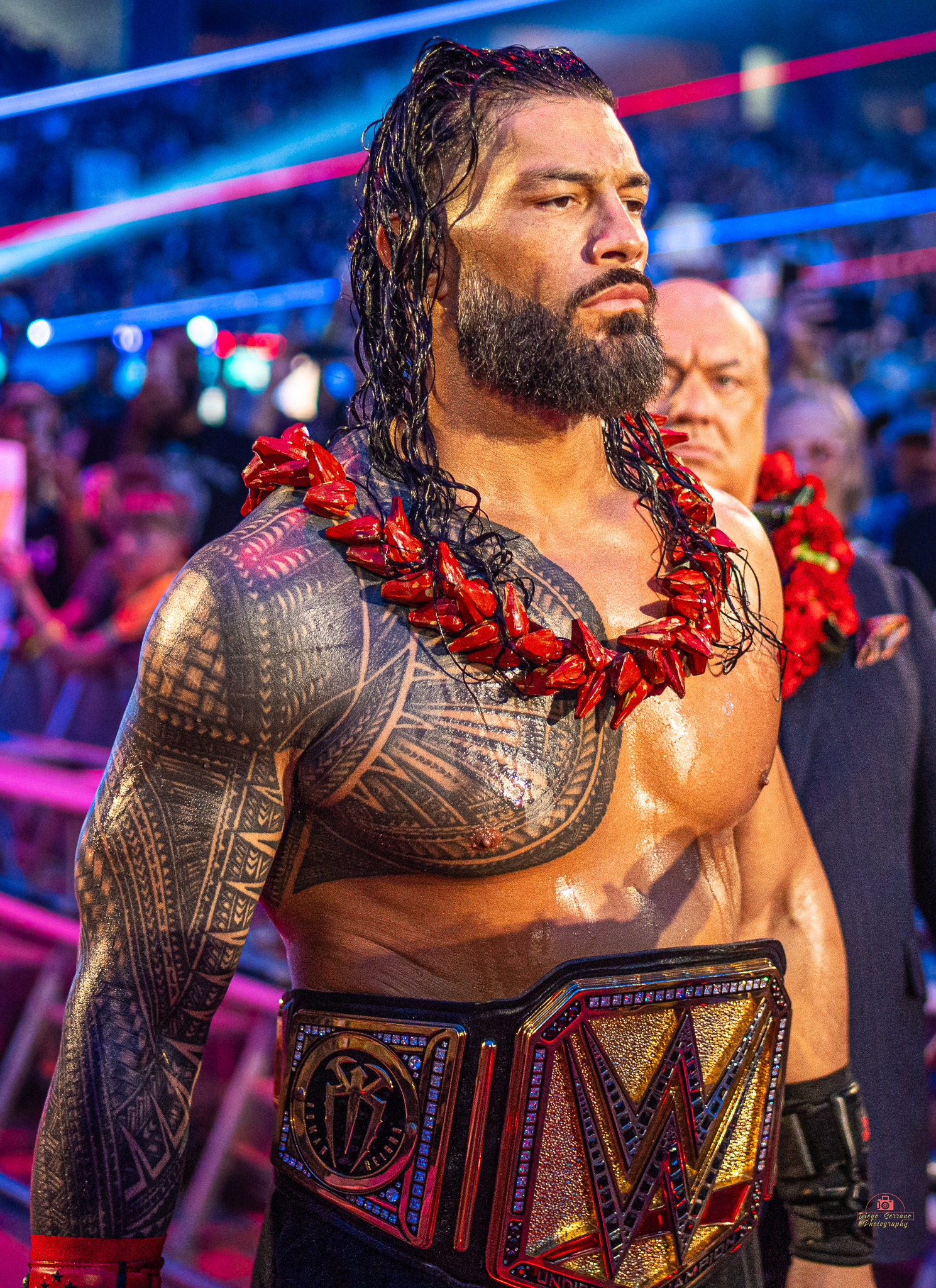
Roman Reigns với đai Undisputed WWE Championship (trước đây gọi là đai WWE Universal Championship trong thời gian giữ đai). Ban đầu, Reigns mang theo cả đai vô địch WWE và Universal Championship, nhưng vào tháng 6 năm 2023, Reigns được trao tặng một đai vô địch duy nhất đại diện cho cả hai danh hiệu.

Undisputed WWE Championship (trước đây gọi là Undisputed WWE Universal Championship) là thuật ngữ được WWE sử dụng để chỉ cả WWE Championship và Universal Championship được cùng một cá nhân nắm giữ và bảo vệ đồng thời. Sự công nhận này là kết quả của trận đấu Winner Takes All tại WrestleMania 38 vào tháng 4 năm 2022. WWE cũng coi trận đấu là trận thống nhất chức vô địch; tuy nhiên, cả hai danh hiệu đều duy trì dòng dõi riêng của chúng mặc dù WWE quảng bá danh hiệu không tranh cãi là một chức vô địch.
Tại WrestleMania 38, SmackDown's Universal Champion Roman Reigns đã đánh bại Raw's WWE Champion Brock Lesnar để giành được danh hiệu của Lesnar và được công nhận là Undisputed WWE Universal Champion. Là nhà vô địch không thể tranh cãi, Reigns được phép xuất hiện trên cả hai thương hiệu; tuy nhiên, do kết quả của WWE Draft 2023, anh đã được chuyển sang SmackDown, do đó khiến cả hai chức vô địch dưới biểu ngữ Undisputed WWE Universal Championship trở thành độc quyền của thương hiệu. Một danh hiệu thế giới mới, World Heavyweight Championship, đã được tạo ra và sau đó được chỉ định cho Raw.
Vào ngày 2 tháng 6 năm 2023, trong tập SmackDown, để ăn mừng Reigns đạt 1.000 ngày với tư cách là Universal Champion, anh đã được tặng một chiếc đai duy nhất, có cùng thiết kế "Logo mạng" của các danh hiệu riêng lẻ, nhưng có những điểm khác biệt đáng chú ý. Nó nằm trên một dây đeo màu đen, logo WWE được khảm kim cương đen, nền phía sau logo là vàng với họa tiết cục vàng, và dòng chữ ở dưới cùng của tấm có nội dung "Undisputed Champion", trong khi các mặt bên có logo của Reigns. Người quản lý của anh, Paul Heyman, đã tiếp tục mang theo các đai vô địch WWE Championship và Universal Championship cho đến cuối tháng 7. Cody Rhodes đã đánh bại Reigns tại WrestleMania XL Night 2 vào ngày 7 tháng 4 năm 2024 để giành được danh hiệu, và anh đã tiếp tục giữ đai Undisputed duy nhất, giờ đây có logo riêng của anh trên các mặt bên, trong khi vẫn tiếp tục duy trì dòng dõi cá nhân của cả hai chức vô địch. Sau chiến thắng của Rhodes, WWE đổi tên danh hiệu thống nhất thành Undisputed WWE Championship, xóa thuật ngữ Universal khỏi chức vô địch mặc dù Universal Championship vẫn còn hiệu lực.